# Říčky v Orlických horách
Říčky v Orlických horách (do 31. prosince 1991 Říčky, německy Ritschka) jsou obec v okrese Rychnov nad Kněžnou v Královéhradeckém kraji. Rozkládá se v Orlických horách, při soutoku potoka Říčky a Hlubokého potoka a dále na svazích Zakletého, Pustého a Anenského vrchu. Žije zde 118 stálých obyvatel.
Říčky pro svou neporušenou přírodu jsou centrem letní rekreace. Po vybudování lyžařského centra sjezdového lyžování na svazích hory Zakletý se staly i známým lyžařským střediskem. Běžecké lyžařské tratě po hřebenech Orlických hor jsou přístupné prostřednictvím sedačkové lanovky v lyžařském areálu.
V obci i jejím okolí se nachází řada roubených chalup. Zpravidla byly upraveny pro potřeby rekreace.

## Historie
První písemná zmínka o obci pochází z roku 1654. V obci žili především lesní dělníci a později i skláři.
V letech 1939–1945 byla obec součástí Německé říše. Po odsunu německého obyvatelstva po 2. světové válce se počet obyvatel dramaticky snížil. Volné domy, zejména chalupy byly postupně osídleny umělci, čímž ze Říček vznikla umělecká kolonie, a to zejména v 50. a 60. letech (viz externí odkazy). Říčky si vybral za své letní sídlo český malíř a spisovatel Adolf Hoffmeister. Říčky a jejich okolí zobrazila ve svých povídkách spisovatelka Jindřiška Smetanová.

## Obyvatelstvo
| Rok            | 1869  | 1880  | 1890  | 1900  | 1910  | 1921 | 1930 | 1950 | 1961 | 1970 | 1980 | 1991 | 2001 | 2011 | 2021 |
| -------------- | ----- | ----- | ----- | ----- | ----- | ---- | ---- | ---- | ---- | ---- | ---- | ---- | ---- | ---- | ---- |
| Počet obyvatel | 1 155 | 1 185 | 1 251 | 1 166 | 1 107 | 935  | 929  | 126  | 149  | 127  | 113  | 89   | 79   | 87   | 102  |
| Počet domů     | 192   | 215   | 225   | 271   | 236   | 251  | 255  | 216  | 33   | 30   | 25   | 25   | 34   | 38   | 69   |

## Obecní správa
Mezi lety 1869–1980 Říčky v 
 Orlických horách byly obcí v okrese Žamberk (1869–1950) a později v okrese Rychnov nad Kněžnou. Od 1. ledna 1981 do 23. listopadu 1990 patřily jako část města k Rokytnici v Orlických horách a od 24. listopadu 1990 jsou opět samostatnou obcí.

### Obecní symboly
Znak a vlajka byly obci uděleny rozhodnutím předsedkyně Poslanecké sněmovny Parlamentu České republiky dne 26. května 2011.

## Pamětihodnosti
- Barokní kostel Nejsvětější Trojice v centru obce z let 1790-1792,
- Roubené chalupy v obci i na svazích okolních hor,
- Linie lehkého a těžkého opevnění s pěchotními sruby R-S 86, R-S 87, R-S 88 a R-S 89 a dělostřeleckou pozorovatelnou R-S 91 budovaná v rámci systému československého opevnění na obranu před nacistickým Německem.
- Stonehenge (neplést se Stonehenge) je kruh ze vztyčených kamenů tzv. menhirů. Nachází se na louce nad obcí Říčky v Orlických horách. Skládá se z několika křemencových kvádrů vysokých 2-5 m, umístěných na vrcholu menšího kopce. Tyto kvádry byly zřejmě umístěny majitelem blízkého stavení na začátku 21. století. Ale menhiry zde pravděpodobně stály už v době mezi světovými válkami, údajně o tom svědčí záznamy v německém tisku. Proč byly tyto megality postaveny se dodnes přesně neví, i když teorií je několik. Podle odborníků kamenné sestavy sloužily k různým obřadům nebo jako pradávný kalendář. Další teorie tvrdí, že naši předkové s jejich pomocí upravovali energetické a magnetické toky Země. Dříve se také věřilo, že v okolí těchto menhirů bude lepší úroda.

## Galerie

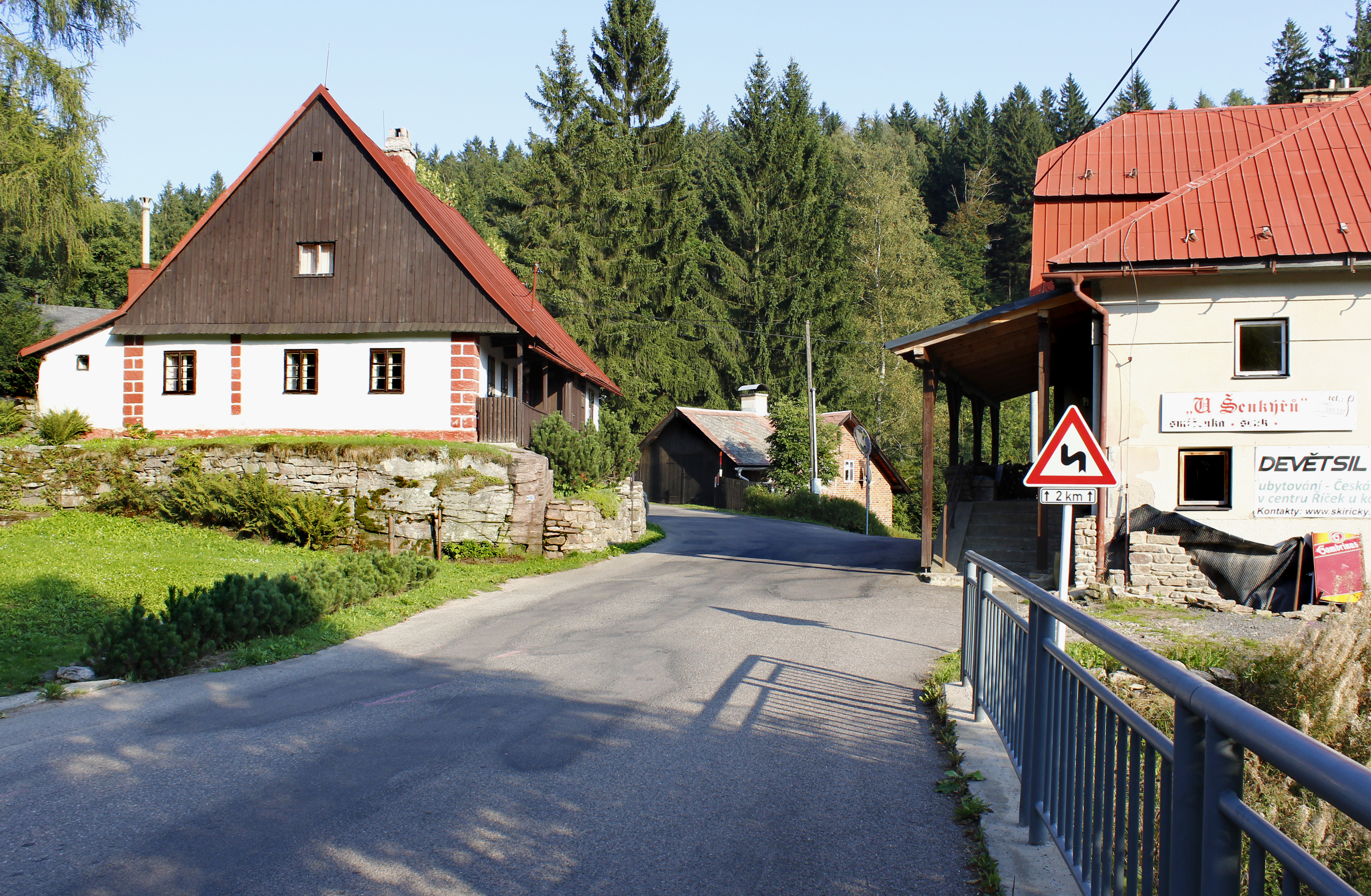
Domky ve středu obce
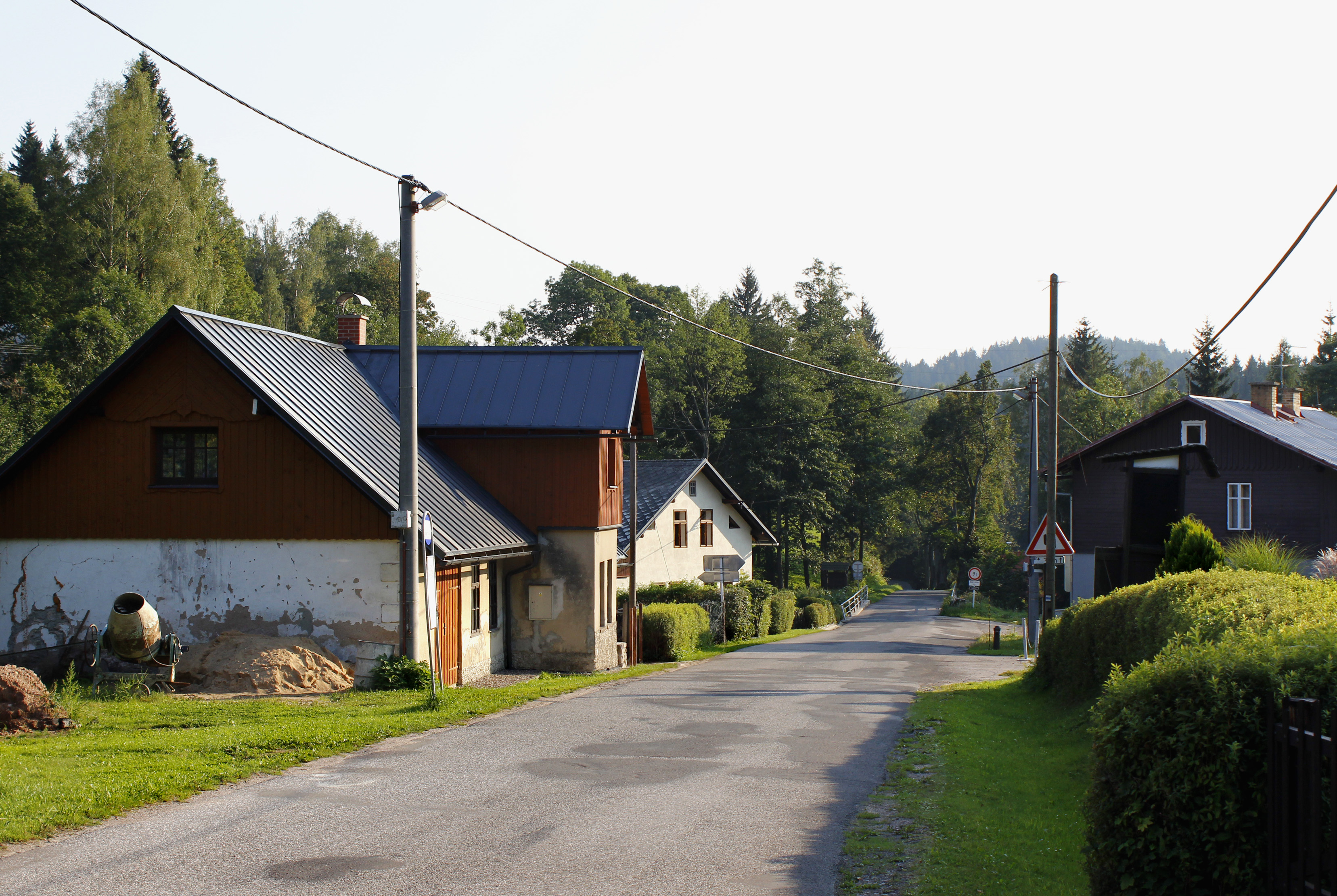
Silnice na Rokytnici
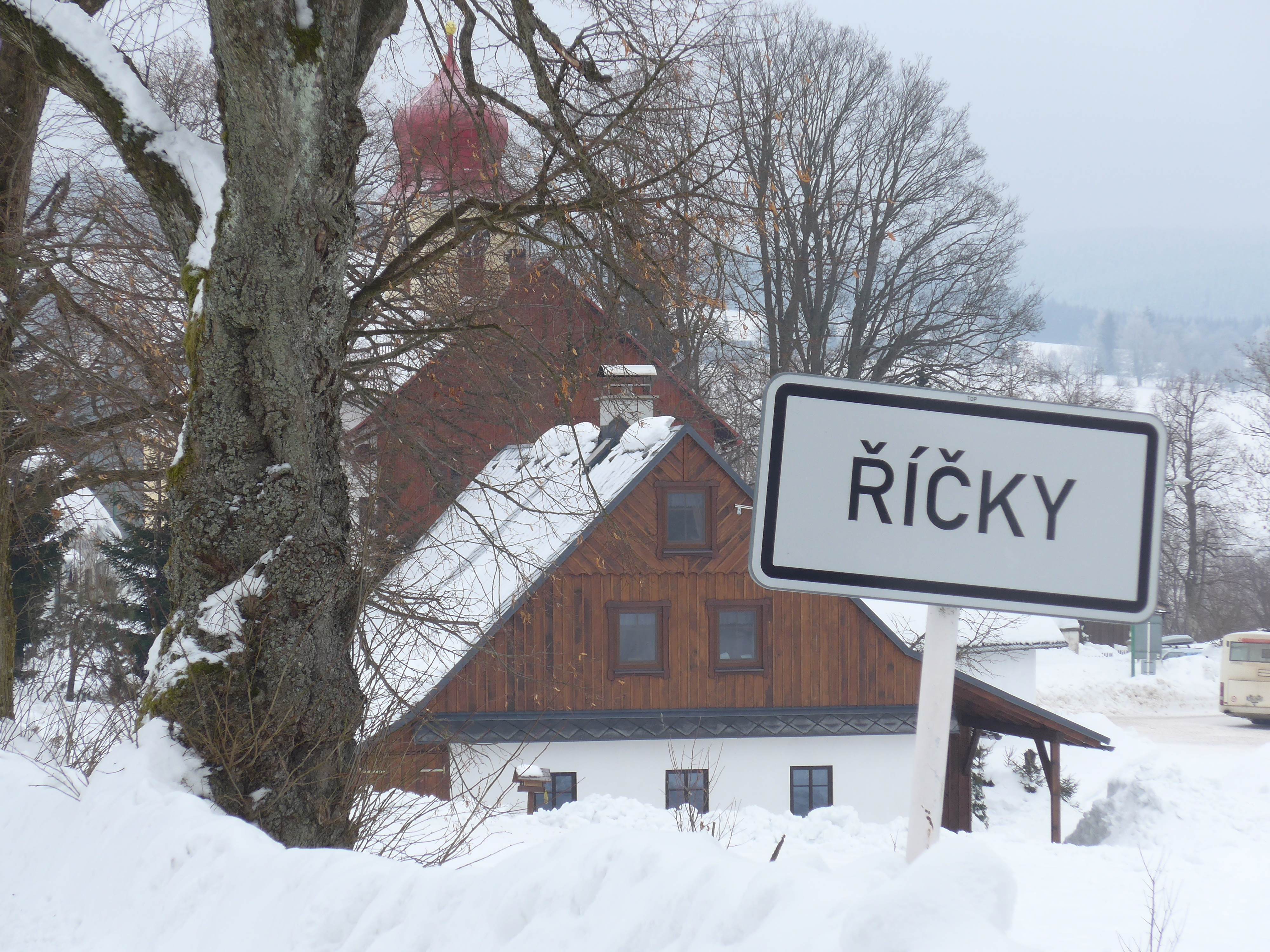
Příjezd do horní části obce od Zdobnice
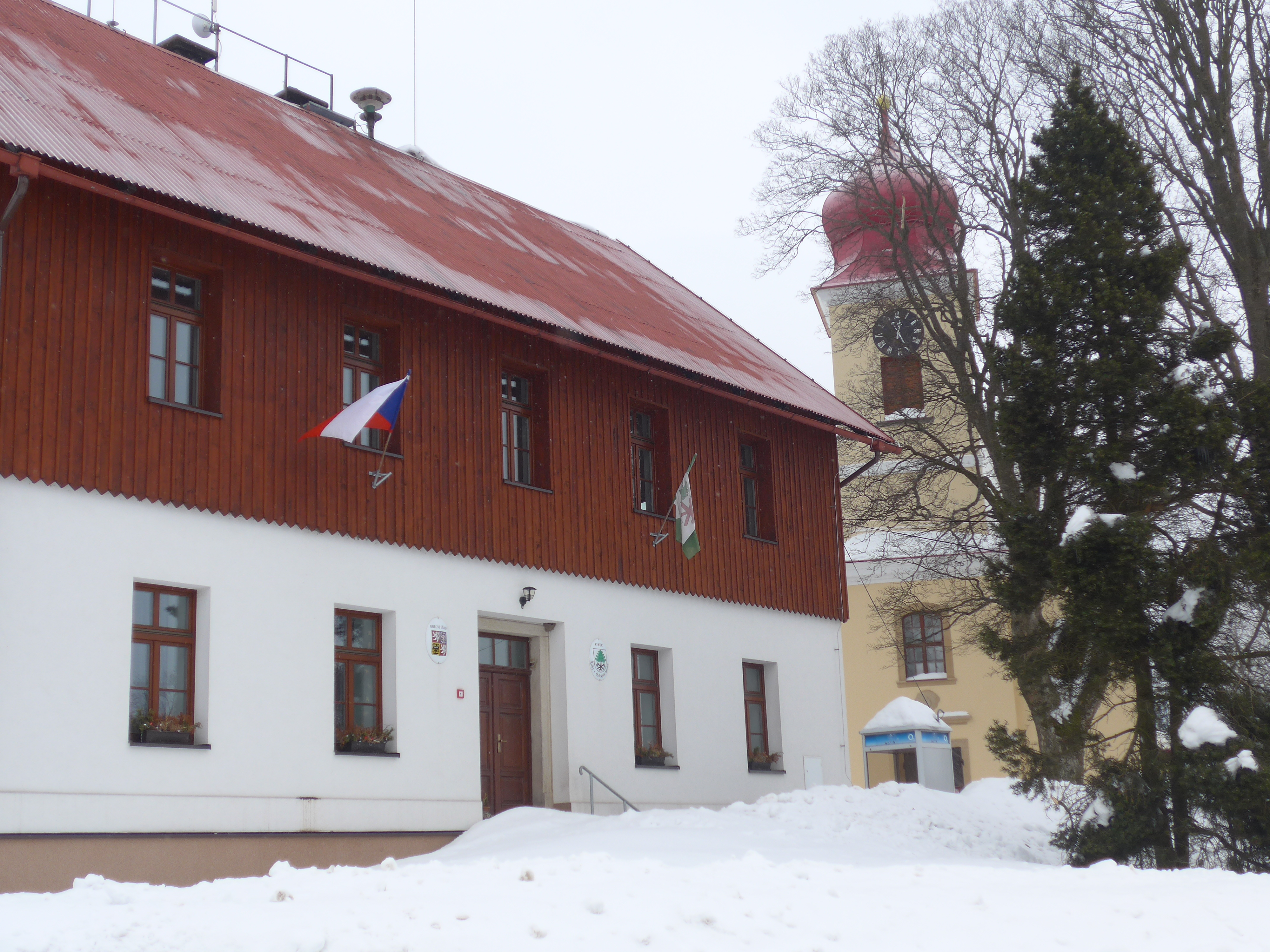
Obecní úřad s kostelem Nejsvětější Trojice
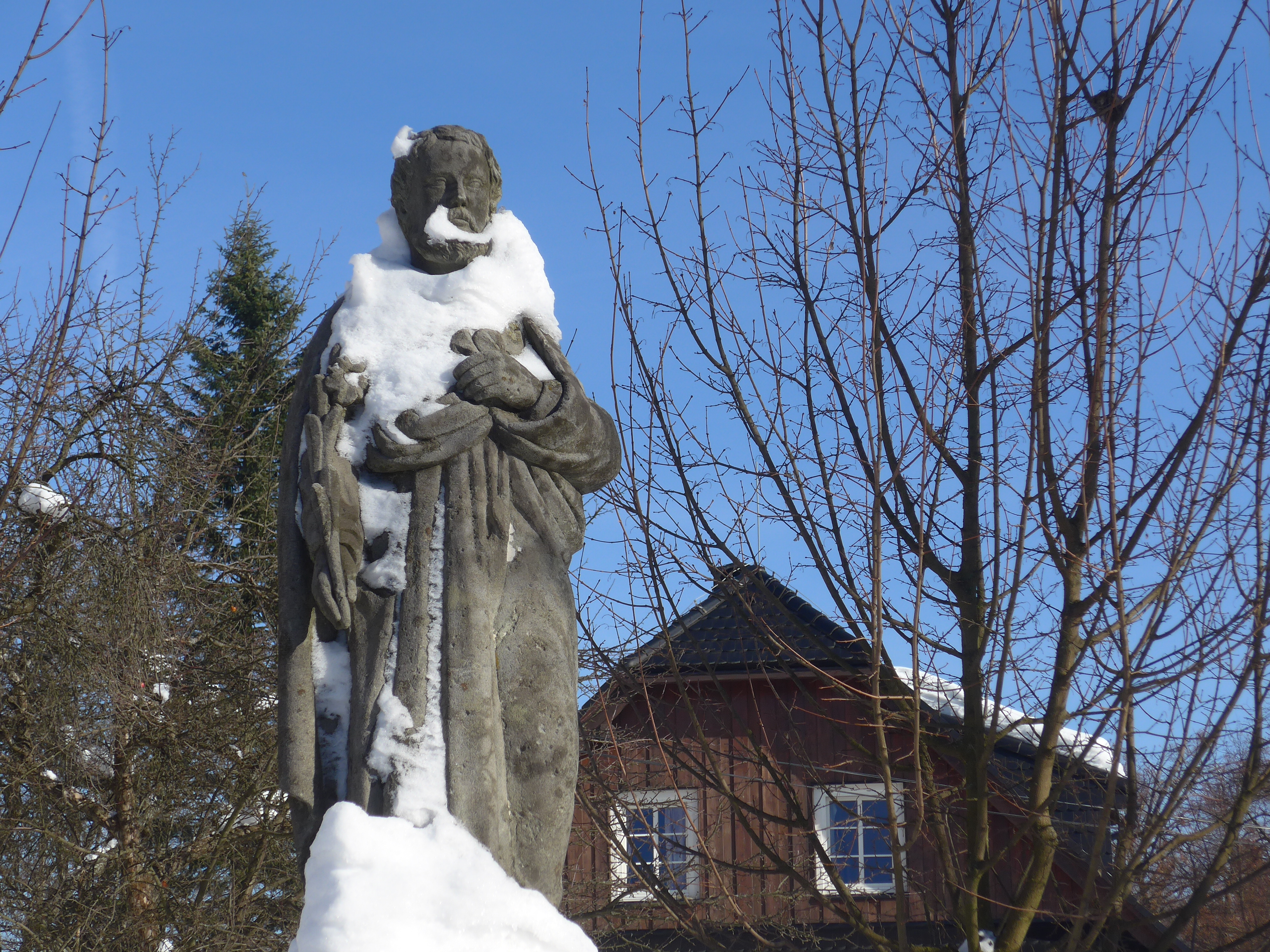
Socha sv. Josefa na náměstí před kostelem
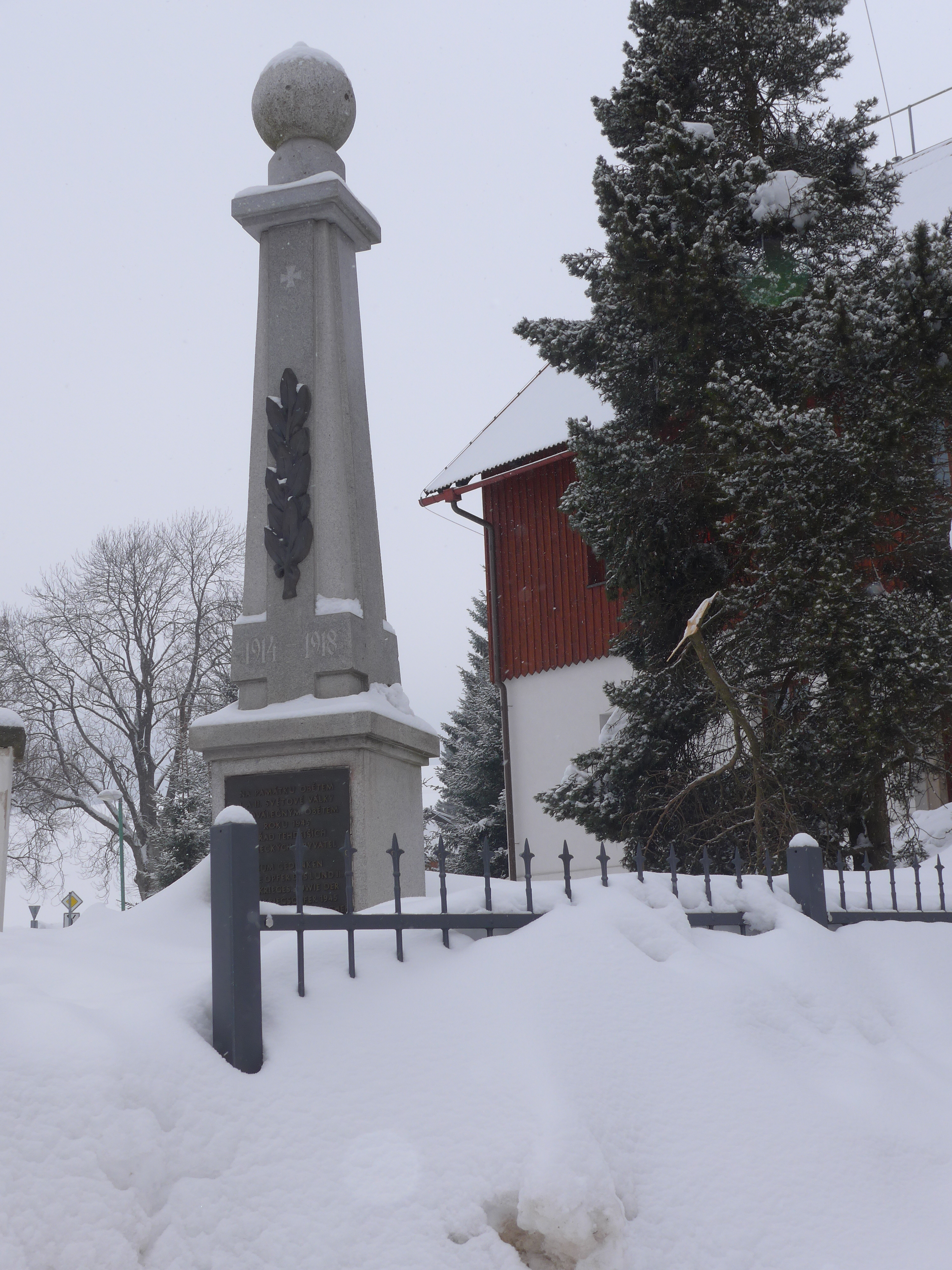
Památník obětí světových válek
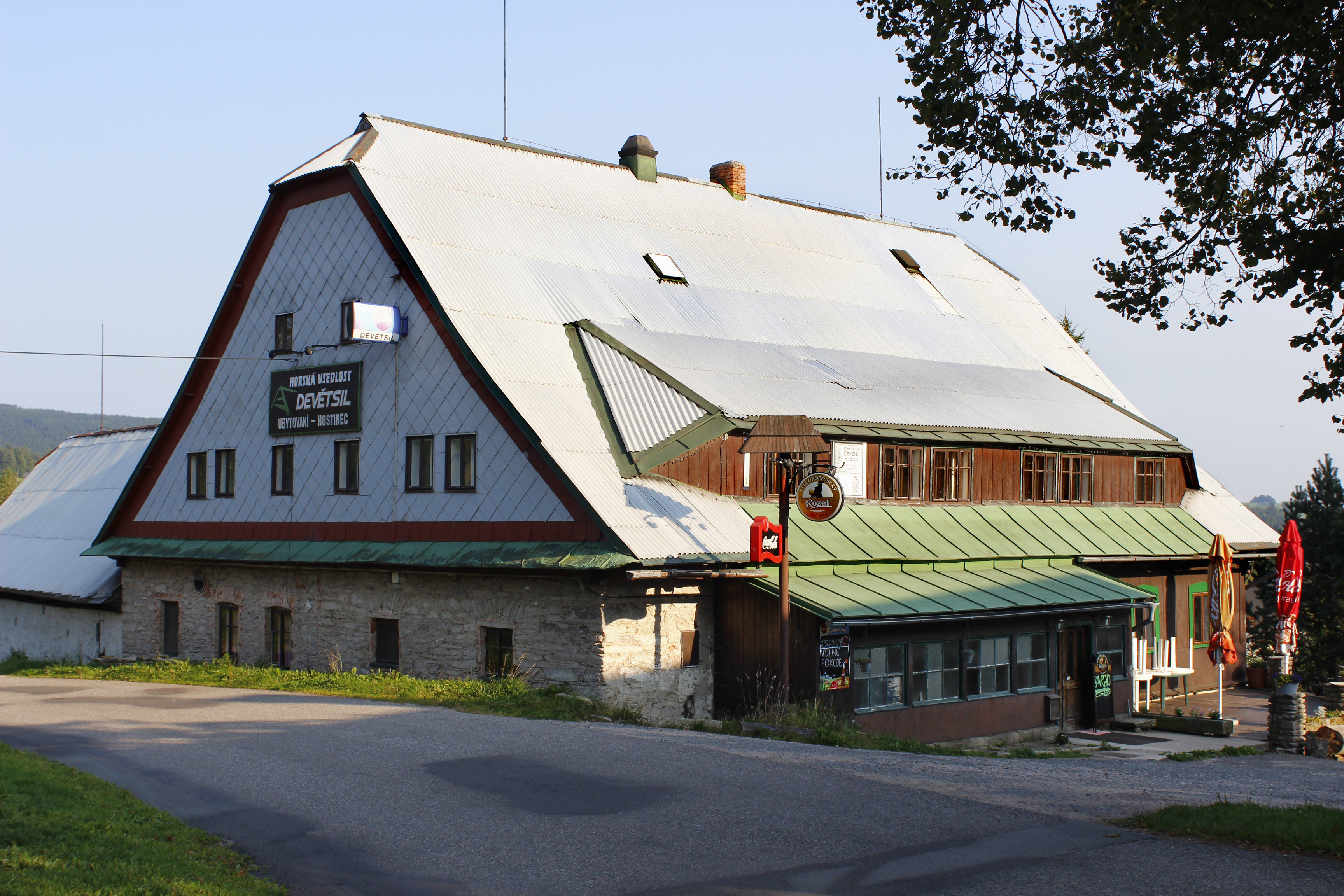
Restaurace na horním náměstí
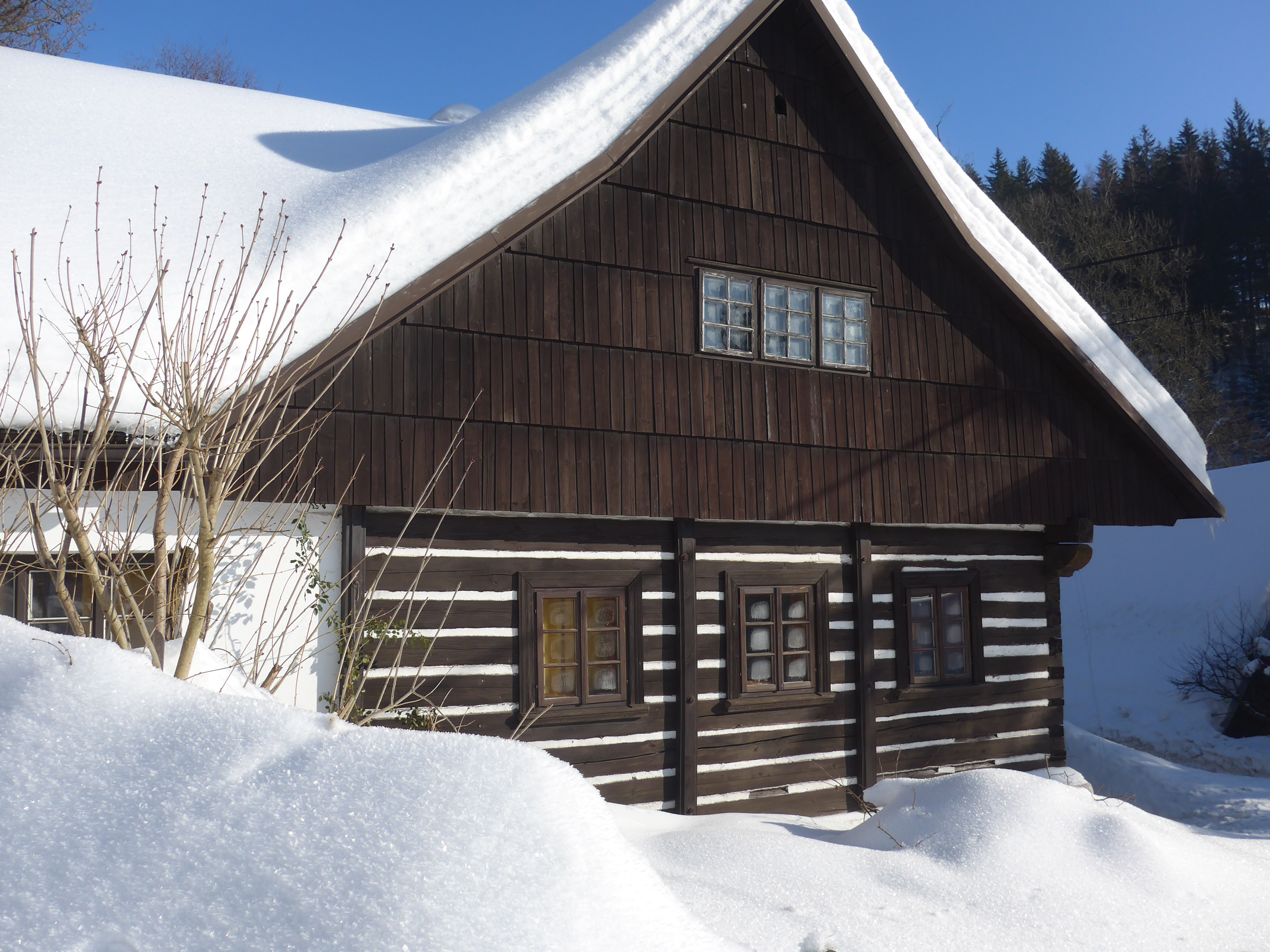
Typická roubená chalupa
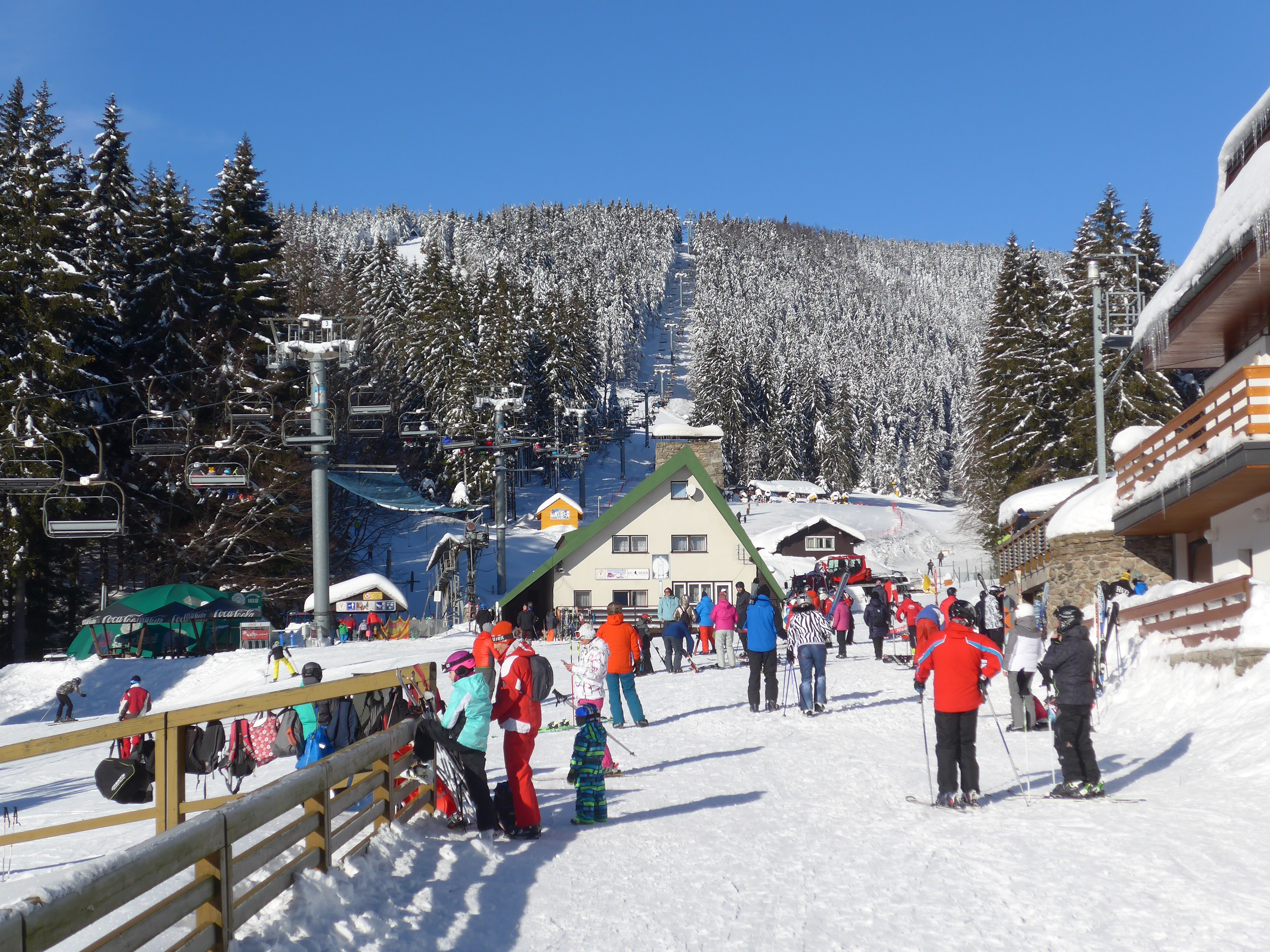
Ski centrum Říčky na svahu vrchu Zakletý
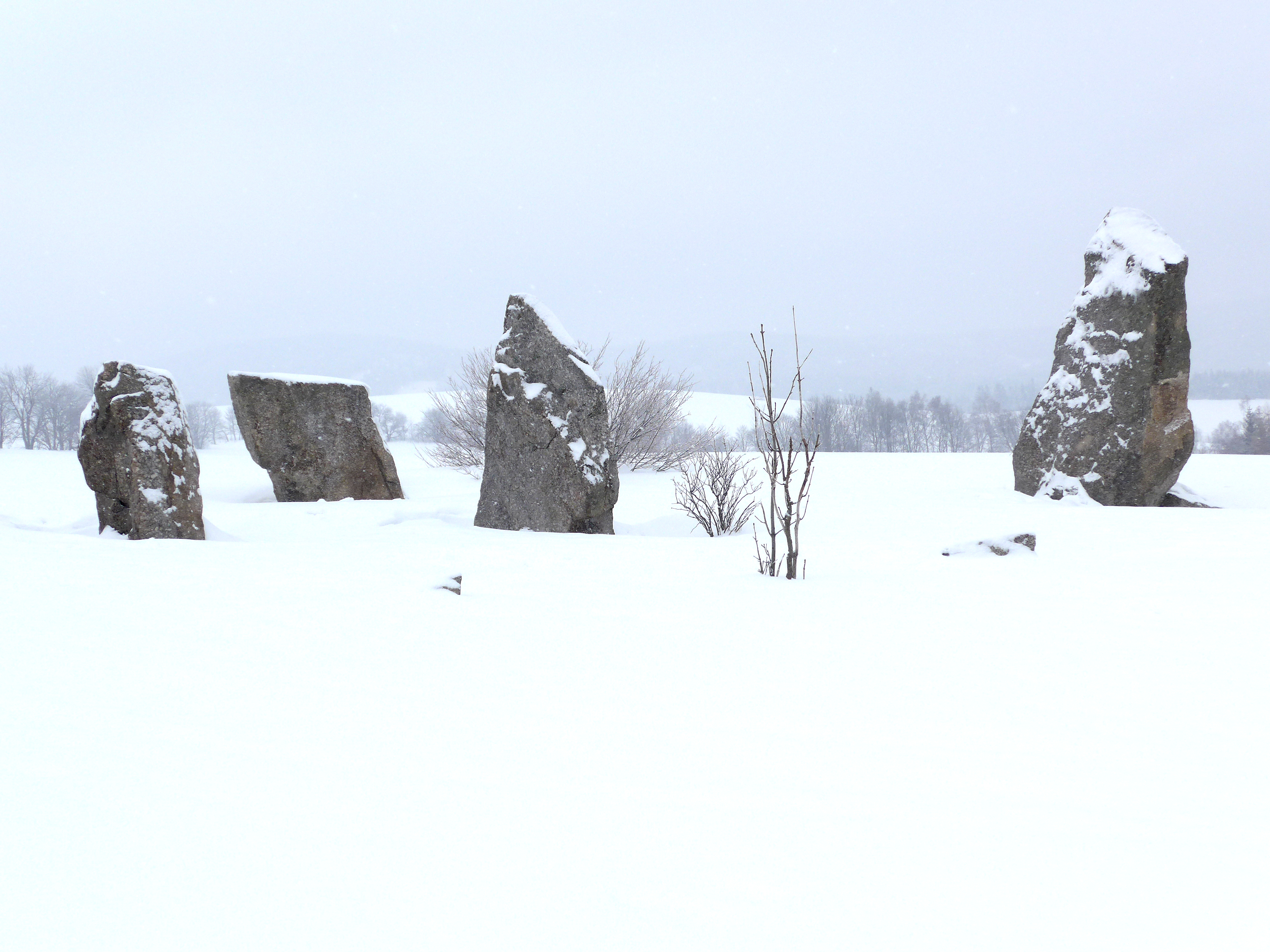
Kruh z menhirů "Stonehenge"